# Ángel Darío Colla
Ángel Darío Colla Toledo (* 8. September 1973) ist ein argentinischer Bahn- und Straßenradrennfahrer.
Ángel Dario Colla gewann 1998, 2000, 2001, 2006 und 2008 den Gran Premio Campagnolo. Außerdem war er im Jahr 2000 auf einem Teilstück der Doble San Francisco-Miramar erfolgreich. 2001 und 2002 gewann er jeweils zwei Etappen bei der Vuelta Ciclista de Chile. Beim Clásica del Oeste-Doble Bragado gewann er eine Etappe und konnte so auch die Gesamtwertung für sich entscheiden. 2003 konnte er beim Clásica del Oeste-Doble Bragado drei Etappen gewinnen und er wurde Erster beim Prolog der Vuelta de San Juan. In der Saison 2004 wurde Colla argentinischer Meister im Straßenrennen. Beim Clásica del Oeste-Doble Bragado war er auf zwei Teilstücken erfolgreich und bei der Vuelta del Uruguay gewann er die siebte Etappe. 2005 gewann er zwei Etappen bei Doble San Francisco-Miramar und wurde auch Erster der Gesamtwertung. Im nächsten Jahr gewann er beim Giro del Sol und beim Clásica del Oeste-Doble Bragado jeweils drei Etappen und bei Doble San Francisco-Miramar war er einmal erfolgreich. In der Saison 2007 gewann Colla eine Etappe bei der Vuelta de San Juan, eine Etappe bei der Tour de San Luis und drei Teilstücke sowie die Gesamtwertung beim Clásica del Oeste-Doble Bragado. Außerdem gewann er wie auch 2008 und 2010 das Eintagesrennen Aniversario 3 de Febrero. 2008 war er auf zwei Etappen der Vuelta de San Juan und auf drei Teilstücken des Clásica del Oeste-Doble Bragado erfolgreich. Des Weiteren gewann er in diesem Jahr die Revancha de la Doble und die 100 Km de la Republica Argentina. Im folgenden Jahr gewann er die Rundfahrt Doble Viale und das Eintagesrennen Aniversario CC La Nación. 2010 siegte er auf drei Etappen der Doble Bragado, in der nächsten Saison gelangen ihm dort sogar vier Etappenerfolge. Ebenfalls vier Abschnitt gewann er bei der Vuelta a Mendoza.
Auf der Bahn wurde Ángel Dario Colla 2005 in Mar del Plata Panamerikameister im Scratch. In der Saison 2006 gewann er gemeinsam mit Walter Pérez den Weltcup in Los Angeles im Madison. Bei den Bahn-Radweltmeisterschaften in Bordeaux holte er sich die Silbermedaille im Scratch.

## Erfolge – Straße
2001
- zwei Etappen Vuelta Ciclista de Chile

2002
- zwei Etappen Vuelta Ciclista de Chile

2004
- Argentinischer Meister – Straßenrennen
- eine Etappe Vuelta Ciclista de Uruguay

2007
- eine Etappe Tour de San Luis

## Erfolge – Bahn
2005
- Panamerikameister – Scratch

2006
- Weltcup Los Angeles – Madison (mit Walter Pérez)

2009
- Weltcup Cali – Scratch